# Есенгельдиев, Алимхан Онгарович
Алимхан Онгарович Есенгельдиев (каз. Әлімхан Оңғарұлы Есенгелдиев; род. 8 сентября 1962, Джамбул, Казахская ССР, СССР) — казахстанский дипломат, Чрезвычайный и Полномочный Посол Казахстана в Афганистане (2018—2024).

## Биография
В 1982—1984 годах служил в Советской армии в Приморском крае, затем в 1984—1985 годах работал в Чимкенте бригадиром каменщиков треста «Чимкентпромстрой». В 1991 году окончил в Чимкенте Казахский химико-технологический институт. В 1991—1996 годах — мастер, прораб, начальник участка, старший инженер планового отдела треста «Чимкентпромстрой».
С декабря 1996 года по июль 1997 года — специалист комитета внешнеэкономических связей при Южно-Казахстанской областной администрации (город Шымкент).
С июля 1997 года по июль 2000 года — первый секретарь посольства Республики Казахстан в Турецкой Республике.
С сентября 2000 года по декабрь 2002 года — главный специалист департамента международного сотрудничества аппарата министра обороны Казахстана.
В 2003—2005 годах работал в частных бизнес-структурах (вице-президент ТОО «Мунар-Астана»).
С октября 2005 года по июль 2006 года — советник посольства Республики Казахстан в Турецкой Республике.
С ноября 2006 года по август 2007 года — начальник отдела правовой и кадровой работы Комитета науки Министерства образования и науки Казахстана.
С августа по октябрь 2007 года — ведущий менеджер АО «Центр международных программ».
С июня 2008 года по май 2009 года — советник посольства Республики Казахстан в Турецкой Республике.
С января по февраль 2010 года — советник департамента общеазиатского сотрудничества Министерства иностранных дел Казахстана.
С августа по октябрь 2011 года — директор РГУ «Научно-исследовательский и аналитический центр по вопросам религий» Агентства Казахстана по делам религий.
С апреля 2012 года по апрель 2018 года — первый секретарь, советник, советник-посланник посольства Республики Казахстан в Турецкой Республике.
С 2 апреля 2018 года по 9 сентября 2024 года — Чрезвычайный и полномочный посол Казахстана в Афганистане.

## Награды
- Орден «Парасат» (указ от 2 декабря 2021 года)
- Медаль «30 лет независимости Республики Казахстан» (2021 год)
- Медаль «20 лет Астане» (2018 год)
- Медаль «25 лет дипломатической службе Республики Казахстан» (2017 год)
- Медаль «30 лет дипломатической службе Республики Казахстан» (2022 год)
- Юбилейная медаль «За выдающиеся заслуги и ценный вклад в укреплении и развитии СВМДА» (2022 год)